# I Lubelski Batalion Etapowy
I Lubelski batalion etapowy – oddział wojsk wartowniczych i etapowych w okresie II Rzeczypospolitej pełniący między innymi służbę ochronną na granicy polsko-sowieckiej.

## Formowanie i zmiany organizacyjne
Formowanie batalionu rozpoczęto na przełomie 1918-1919. Otrzymał on nazwę okręgu generalnego, w którym powstał i kolejny numer porządkowy oznaczany cyfrą rzymską. 
Do batalionu wcielono żołnierzy starszych wiekiem i o słabszej kondycji fizycznej. Oficerowie i podoficerowie nie mieli większego doświadczenia bojowego. Batalion nie posiadał broni ciężkiej, a broń indywidualną żołnierzy stanowiły stare karabiny różnych wzorów z niewielką ilością amunicji. W lutym 1921 bataliony etapowe przejęły ochronę granicy polsko-rosyjskiej. Początkowo pełniły ją na linii kordonowej, a w maju zostały przesunięte bezpośrednio na linię graniczną z zadaniem zamknięcia wszystkich dróg, przejść i mostów.  
W 1921 bataliony etapowe ochraniające granicę przekształcono w bataliony celne.

## Służba etapowa
Z chwilą powstania 27 batalionu celnego, objął on dotychczasowe odcinki III i V Krakowskich batalionów etapowych i częściowo odcinek I Lubelskiego batalionu etapowego.

## Dowódcy batalionu
- kpt. Stanisław Jaworski  (był 8 VI 1920[6])